# مات هيل (رجل أعمال)
مات هيل (بالإنجليزية: Matt Hill)‏ هو شخصية أعمال أسترالي، ولد في 1970 في ملبورن في أستراليا.

## وصلات خارجية
- مات هيل على موقع IMDb (الإنجليزية)
- مات هيل على موقع قاعدة بيانات الفيلم (الإنجليزية)